# Andries Bouwman
A.G.A. (Andries) Bouwman (26 maart 1985) is een Nederlands politicus en bestuurder. Hij is lid van de ChristenUnie. Sinds 25 september 2023 is hij burgemeester van Opsterland. 

## Biografie
Bouwman is geboren en getogen onder de rook van Utrecht. Hij groeide op in de buurtschap Oud-Wulven. Hij groeide op in een gezin van zeven kinderen en waren er altijd pleegkinderen. Hij studeerde aan de hotelschool in Leeuwarden en internationale betrekkingen in Groningen. Hij stond onder meer op plek 18 van de kandidatenlijst van de ChristenUnie-SGP voor de Europese Parlementsverkiezingen van 2014, op plek 27 van de kandidatenlijst van de ChristenUnie voor de Tweede Kamerverkiezingen van 2021 en op plek 13 van de kandidatenlijst van de ChristenUnie voor de Eerste Kamerverkiezingen van 2023.
Bouwman was voorzitter van de kiesvereniging Leeuwarden van de ChristenUnie en campagneleider van de ChristenUnie voor de Provinciale Statenverkiezingen van 2015 in Friesland. Hij was namens de ChristenUnie in 2018 commissielid van Friesland en van 2018 tot 2022 wethouder van Tietjerksteradeel. Voor en na het wethouderschap bekleedde hij diverse functies bij de NHL Stenden Hogeschool en zijn rechtsvoorgangers.
Bouwman is lid van de raad van toezicht van het Hondsrug College en voorzitter van de programmacommissie van de ChristenUnie voor de Europese Parlementsverkiezingen van 2024. Op 23 mei 2023 werd hij door de gemeenteraad van Opsterland voorgedragen als nieuwe burgemeester. Op 28 augustus dat jaar werd bekend dat hij is benoemd bij koninklijk besluit met ingang van 25 september dat jaar. Op die dag werd hij ook beëdigd en geïnstalleerd. Hij kreeg burgerzaken, communicatiebeleid, coördinatie bestuur & beleid, democratie & bestuur, deregulering, integriteit, intergemeentelijke samenwerking & P10, internationale zaken, juridische zaken, openbare orde & veiligheid, personeel & organisatie, relatiebeheer en toezicht & handhaving in zijn portefeuille.
Bouwman heeft samen met zijn vrouw drie kinderen.